# دانلاپ (ایندیانا)
دانلاپ (به انگلیسی: Dunlap) یک منطقهٔ مسکونی در ایالات متحده آمریکا است که در شهرستان الخارت، ایندیانا واقع شده‌است. دانلاپ ۱۲٫۷ کیلومتر مربع مساحت و ۶٬۲۳۵ نفر جمعیت دارد و ۲۳۶ متر بالاتر از سطح دریا واقع شده‌است.